# Định lý Hopf–Rinow
Định lý Hopf–Rinow là một tập hợp các phát biểu về tính đầy trắc địa của các đa tạp Riemann. Nó được đặt theo tên của Heinz Hopf và sinh viên Willi Rinow, người đã xuất bản nó vào năm 1931.

## Phát biểu
Đặt (M,g) là một đa tạp Riemann liên thông. Các khẳng định sau là tương đương:
1. Với mọi p trong M, ánh xạ mũ expp được xác định trên toàn bộ không gian tiếp tuyến TpM;
2. Tồn tại p trong M sao cho ánh xạ mũ expp được xác định trên toàn bộ không gian tiếp tuyến TpM;
3. M là một không gian metric đầy;
4. Các tập con đóng và bị chặn của M là compact;

Nếu M là một không gian thỏa mãn các khẳng định trên, ta gọi M là một không gian đầy trắc địa.
Nếu M là một không gian đầy trắc địa, giữa hai điểm bất kỳ p và q thuộc M, tồn tại một đường trắc địa tối thiểu khoảng cách nối hai điểm này (các đường trắc địa nói chung là cực điểm của phiếm hàm khoảng cách, và có thể là cực đại hoặc cực tiểu; nếu M là một không gian đầy trắc địa, ta khẳng định tồn tại một đường trắc địa cực tiểu).